# (4396) Gressmann
(4396) Gressmann es un asteroide perteneciente al cinturón de asteroides, descubierto el 3 de mayo de 1981 por Edward Bowell desde la Estación Anderson Mesa (condado de Coconino, cerca de Flagstaff, Arizona, Estados Unidos).

## Designación y nombre
Designado provisionalmente como 1981 JH. Fue nombrado Gressmann en honor del óptico alemán Michael Gressmann.

## Características orbitales
Gressmann está situado a una distancia media del Sol de 2,218 ua, pudiendo alejarse hasta 2,646 ua y acercarse hasta 1,791 ua. Su excentricidad es 0,192 y la inclinación orbital 3,747 grados. Emplea 1207 días en completar una órbita alrededor del Sol.

## Características físicas
La magnitud absoluta de Gressmann es 13,8. Tiene 4,723 km de diámetro y su albedo se estima en 0,288. Está asignado al tipo espectral B según la clasificación SMASSII.